# شهرستان ژچنگ
شهرستان ژچنگ (به لاتین: Zhecheng County) یک شهرستان‌های جمهوری خلق چین در چین است که در شانگکیو واقع شده‌است.